# Caryospora conophae
Caryospora conophae – gatunek pasożytniczych pierwotniaków należący do rodziny Eimeriidae z podtypu Apicomplexa, które kiedyś były klasyfikowane jako protista. Występuje jako pasożyt węży. C. conophae cechuje się oocystą zawierającą jedną sporocystę. Z kolei każda sporocysta zawiera 8 sporozoitów.
Obecność tego pasożyta stwierdzono u Conophis lineatus należącego do rodziny zdradnicowatych (Elapidae).
Występuje na terenie Ameryki Środkowej.

## Sporulowana oocysta
Jest kształtu sferoidalnego, posiada 2 ściany o grubości 1,4 μm, barwy żółto-brązowej. Posiada następujące rozmiary: długość 17 – 26 μm, szerokość 17 – 25 μm. Brak mikropyli.

## Sporulowana sporocysta i sporozoity
Sporocysty kształtu owoidalnego o długości 11 – 15 μm, szerokości 8 – 11 μm. Występuje ciałko Stieda o kształcie sutkowatym. Sporozoity w kształcie kiełbasek, jądra nie obserwowane.